# 聖十字主教座堂 (奧波萊)

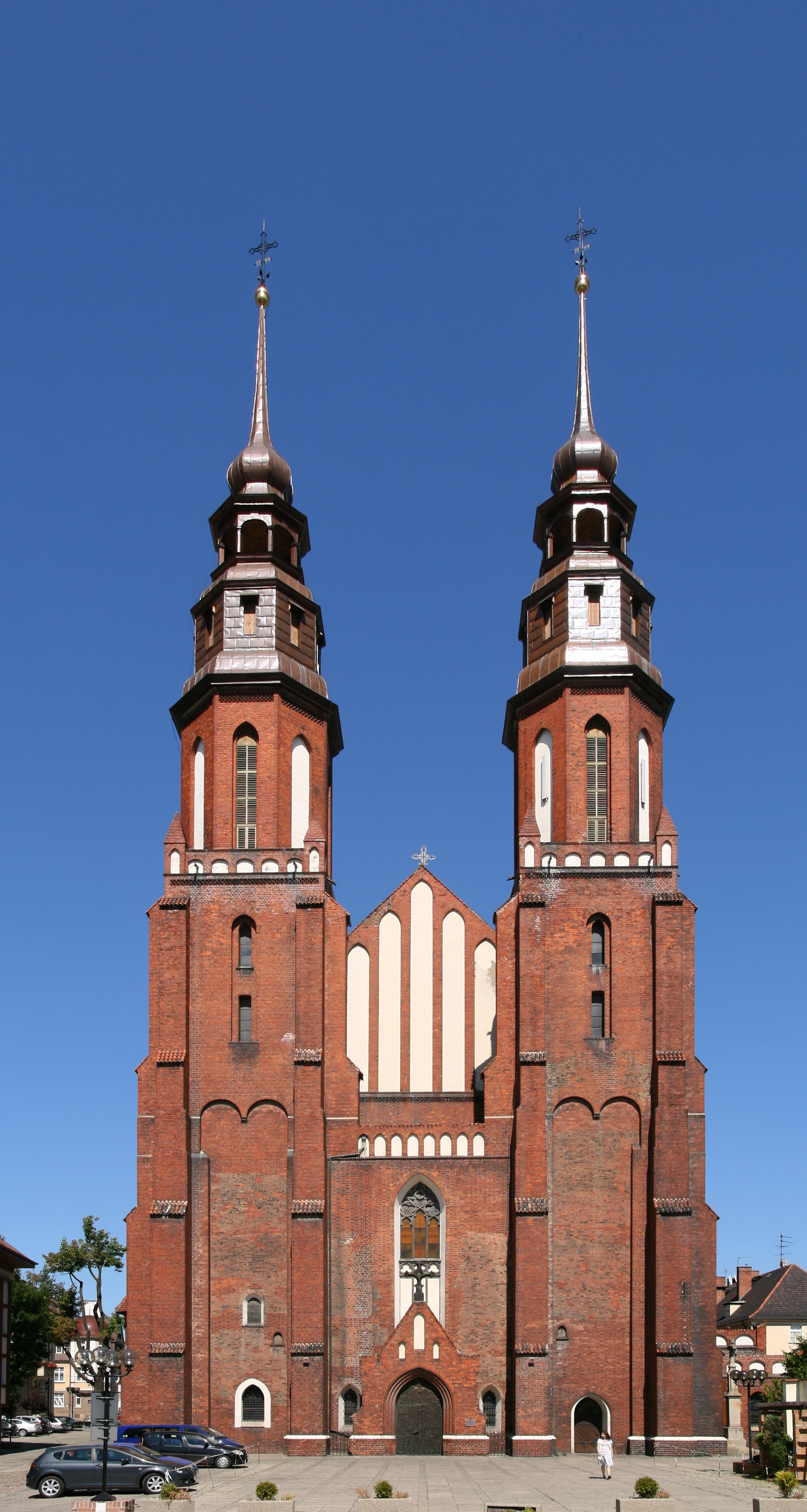
聖米迦勒主教座堂

聖十字主教座堂（又稱奧波萊大教堂），是波蘭城市奧波萊的一座天主教主教座堂 。現在的教堂修建於15世紀，並之後經歷過數次重建。教堂的高塔高73米，是奧波萊最高的建築。